# XV Puchar Gordona Bennetta (balonowy)
XV Puchar Gordona Bennetta – zawody balonów wolnych o Puchar Gordona Bennetta zorganizowane 30 maja w 1926 roku w Antwerpii.

## Historia
W lutym Belgijski Aeroklub po uzgodnieniu z miejscowym Aeroklubem podał informację, że zawody odbędą się 30 maja w Antewerpii. Na początku kwietnia została zamknięta lista zgłoszeń. Do udziału w zawodach zostało zgłoszonych 18 balonów. Po trzy zgłosiły: Belgia, USA, Wielka Brytania i Włochy, Hiszpania dwa, a Szwajcaria jeden.
Amerykańskimi kwalifikacjami były zorganizowane 1 maja w Little Rock zawody o puchar Litchfielda. Wygrał je Ward T Van Orman, drugi był Hawthorne C. Gray, a trzeci John A. Boettner. Otrzymali oni prawo skompletowania sobie załóg, które  w zawodach o Puchar Gordona Bennetta w Belgii.
Wpisowe wynosiła 500 franków. Zwycięzcy zwrócono połowę, a drugiemu zespołowi jedna trzecią kosztów. Przed zawodami okazało się, że balon hiszpański Fernandez Duro nie wystartuje. Siatka brytyjskiego balonu Bee pękła, gdy zaczęto napełniać balon i konieczne było znalezienie nowej w Brukseli.

## Uczestnicy
| Zajęte miejsce | Balon             | Pojemność | Załoga pilot pomocnik pilota                | Kraj              | Czas lotu [h]              | Odległość [w km]           | Państwo Miejsce lądowania          |
| -------------- | ----------------- | --------- | ------------------------------------------- | ----------------- | -------------------------- | -------------------------- | ---------------------------------- |
| 1.             | Godyear III       |           | Ward Tunte van Orman Walter W. Morton       | Stany Zjednoczone | 16:37                      | 861,00                     | Szwecja Sölvesborg                 |
| 2.             | Army S-16         |           | capt. Hawthorne C.Gray lt Douglas Johnson   | Stany Zjednoczone | 12:00                      | 599,00                     | Niemcy Krakow (Maklemburgia)       |
| 3.             | Belgica           |           | Ernest Demuyter lt Valete                   | Belgia            | 5:00                       | 438,00                     | Niemcy Cuxhaven                    |
| 4.             | Prince Leopold    |           | Alexander Veenstra Phillippe Quersin        | Belgia            |                            | 298,00                     | Niemcy Gros Boscharden (Oldenburg) |
| 5.             | Miramar           |           | kpt. Percival Spencer C. W. Berry           | Wielka Brytania   |                            | 169,00                     | Holandia Deventer                  |
| 6.             | Capitan Penaranda |           | mjr Benito Molas Antonio Prados-Pena        | Hiszpania         |                            | 153,00                     | Holandia Apledoorn                 |
| 7.             | Helvetia II       |           | dr Otto Bachmann Ernest Maag                | Szwajcaria        |                            | 142,00                     | Holandia Utrecht                   |
| 8.             | La Picardie       |           | Maurice Bienaimé Georges Ravaine            | Francja           |                            | 102,00                     |                                    |
| 9.             | Banshee III       |           | mjr Baldwin R. L. Dunville                  | Wielka Brytania   |                            | 93,00                      | Holandia Veghel                    |
| 10.            | Bee               |           | Cpt. G. F. Maeger M. H. Steff               | Wielka Brytania   |                            | 69,00                      | Holandia Vrijhoeve-Capelle         |
| 11.            | Aerostiere I      |           | Capt. H. Matton Ltn. A. Charmart            | Belgia            |                            | 66,00                      | Holandia obok Tilburga             |
| 12.            | Aerostieri III    |           | Lt. Anselmo Pirazzoli Lt. Augusto Pisani    | Włochy            |                            | 36,00                      | Holandia Zundert                   |
| 13.            | Ciampino III      |           | Franco Picardo Maj.cav. Giovani Fomarici    | Włochy            |                            | 33,00                      |                                    |
| 14.            | Ciampino IV       |           | Maj. Eraldo Ilari Cap.cav. Giuseppe Sivieri | Włochy            |                            | 31,00                      |                                    |
| -              | Akron N.A.A.      |           | John A. Boettner Herbert W. Maxson          | Stany Zjednoczone | zdyskwalifikowany          | zdyskwalifikowany          | zdyskwalifikowany                  |
| -              | Anjou             |           | Georges Cormier                             | Francja           | uszkodzony nie wystartował | uszkodzony nie wystartował | uszkodzony nie wystartował         |
| -              | Vieilles Tiges    |           | Georges M. Blanchet Arnoud                  | Francja           | uszkodzony nie wystartował | uszkodzony nie wystartował | uszkodzony nie wystartował         |
| -              | Fernandez Duro    |           | Aesandro Mas Gamindo Jose Maria Ansaldo     | Hiszpania         | nie wystartował            | nie wystartował            | nie wystartował                    |

## Przebieg zawodów

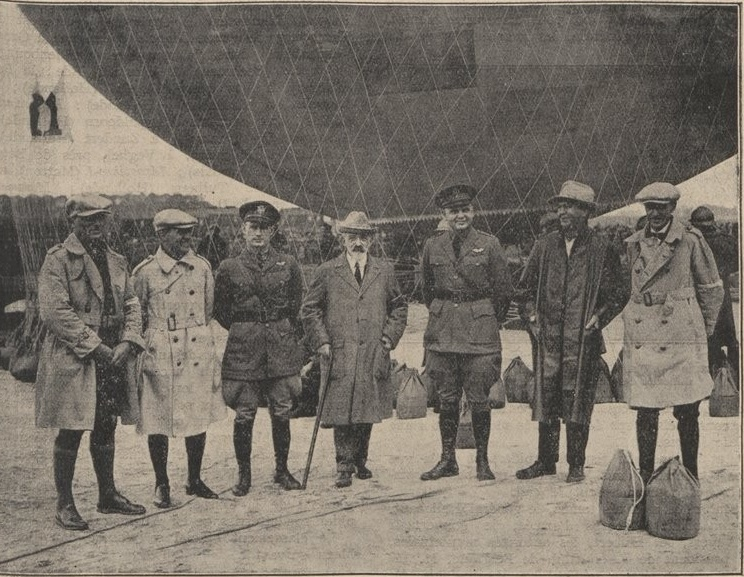
Ekipa amerykańska. Od lewej stoją: Boettner, Maxson, Johnson, Sydney Veit, Gray, Morton i Ward T. Van Orman

Pogoda w dniu startu była niekorzystna, od rana padał deszcz. Nie przeszkodziła jednak widzom, którzy licznie przybyli na miejsce startu. Po 16-tej jako pierwszy wystartował przy dźwiękach hymnu włoski balon Aerostieri III, po nim belgijski Prince Leopold, następnie Goodyear, La Picardie, Helvetia, Ciampino IV, Belgica, Bee, Army S-16, Miramar, Ciampino III,  Aerostiere I , Akron i jako ostatni Banshee III. Awarie spowodowane silnym wiatrem uniemożliwiły start dwóch balonów francuskich Anjou i Vieilles Tigres. Banshee III po starcie wzbił się na 50 m, po czym gondola opadła na ziemię i dopiero zwolnienie kilku worków balastu pozwoliło na dalszy lot.
Amerykański balon Akron N.A.A. został zdyskwalifikowany, gdy wkrótce po starcie drugi pilot Herbert W. Maxson wypadł z kosza. Wszystkiemu winna była zła pogoda. Zawodnicy wylewali wodę z gondoli zabezpieczonej wodoodporną tkaniną, gdy nagły podmuch wiatru rzucił gondolą na ziemię i wyrzucił Maxona na zewnątrz. Zanim wstał balon pionowo wzniósł się do góry i zniknął w chmurach. Maxson nie został poważnie ranny, ale przewieziono go do szpitala w Antwerpii. W gondoli pozostał drugi pilot John A. Boettner, który wylądował w Barle Nassau.
Pierwszy wylądował włoski balon Ciampino IV który musiał lądować niedaleko Antwerpii z powodu nieszczelnego zaworu. Niewiele dalej poleciał drugi z włoskich balonów Ciampino III. Ernest Demyter wylądował po 5 godzinach, ale przebyta odległość pozwoliła na zajęcie 3 miejsca. Van Orman wzbił się na wysokość 6 500 metrów i leciał na niej około 3 godzin. W ustaleniu kierunku lotu pomagało mu zabrane do gondoli wyposażenie nawigacyjne.

## Nagrody
Zwycięzca zawodów otrzymał 12 500 franków. Podczas bankietu, który odbył się 15 czerwca w Paryżu Ward Van Orman i W. Morton otrzymali specjalne medale wybite z okazji wyścigu o drugi puchar zawodów.    